# Ambrozie
Ambrozie (Ambrosia) je rod s více než čtyřiceti druhy jednodomých rostlin z čeledi hvězdnicovitých ve které je rod řazen do podčeledě Asteroideae; v minulosti rod patřil do samostatné čeledi Ambrosiaceae.

## Výskyt
Původem je ze Severní Ameriky odkud byl rod nechtěně rozšířen téměř do celého světa v subtropickém, tropickém a částečně i mírném podnebném pásmu. Jako invazní byly do České republiky zavlečeny tři druhy, ty se do ČR dostaly jako nechtěný balast s dováženými plodinami a materiálem.

## Ekologie
Druhy se od sebe různí svým vzezřením i požadavky na prostředí, osvojily si různé způsoby přežití v rozličných environmentálních ekologických nikách. Rostou na obdělávané půdě, v neudržovaném okolí lidských sídel i poblíž cest po kterých jsou šířena jejich semena. Mnohé vyrůstají na suchých místech a spokojí se s minimem srážek. Jsou považovány za pionýrské rostliny které mají schopnost vyklíčit a růst i v Sonorské poušti, v šíření tam předbíhají i proslavené suchovzdorné kaktusy Saguaro. Některé druhy naopak rostou v prostředí téměř celoročně vlhkém a na výživné půdě tam dorůstají běžně do 3 metrové výšky a bohatě se větví.

## Popis
Rostliny rodu Ambrozie jsou jednoleté či vytrvalé byliny, nebo také keře, dosahují výšky od několika decimetrů po více než 3 metry. Byliny mají hrubé, ochlupené, bohatě větvené lodyhy rostoucí z hluboko sahajícího kořene. Lodyžní šedavé listy vyrůstají protistojně nebo střídavě, bývají přisedlé neb řapíkaté a jejich čepele jsou v obryse podlouhlé, vejčité, trojúhelníkovité nebo kosočtverečné. Jsou obvykle zpeřené, někdy i násobně, úkrojky mají obvejčité, kopinaté nebo podlouhlé a jejich okraj může být zubatý, laločnatý i celokrajný. Na horní straně bývají velmi často chlupaté.
Rostliny jsou jednodomé, jen výjimečně dvoudomé, jejich diskovité květní úbory jsou vždy jednopohlavné. Samčí úbory velké 1,5 až 6 mm jsou miskovitého tvaru a bývají uspořádány v klasech nebo hroznech, jsou složeny z 5 až 60 drobných trubkovitých kvítků s pětilaločnou bělavou, žlutou nebo purpurovou korunou ze které vyrůstá pět tyčinek s prašníky. Samičí úbory vyrůstající z paždí listů mívají nejčastěji 1 až 5 kvítků se zakrslým okvětím, jejich zákrov je tvořen srostlými trvalými listeny které později vytvoří pevný obal okolo semene. Květy neobsahují nektar a příliš nelákají hmyz, opylují se anemogamně. Základní chromozomové číslo rodu x = 18.

## Rozmnožování
Plody jsou nažky (semeno obaleny suchými listeny) bez chmýru a bývají velmi variabilní co se týče barvy i tvaru. Jsou světle nebo tmavě hnědé či černé, vejčité, oválné, vřetenovité nebo pyramidální a na povrchu jsou hladké nebo ostnaté. Nažky se obvykle rozšiřují přichycením na srst nebo peří zvířat, také často bývají rozfoukány větrem či odplaveny vodou.

## Význam
Ekonomický přínos z ambrozií je nulový. Naopak, pokud rostou jako plevel na polích s užitkovým rostlinám velmi jim škodí, ubírají jim svým mohutným kořenovým systémem vláhu i živiny a velkými listy je zastiňují.
Některé druhy jsou považovány přímo za lidem škodící, jako větrosnubné rostliny mají jejich květy hodně pylu který je pro mnohé silným alergickým činitelem způsobujícím např. sennou rýmu. Závažné je to, že svým pozdním kvetením prodlužují dobu po kterou pyly na citlivé lidi působí. V Česku je za škodlivý druh považována hlavně invazní ambrozie peřenolistá.